# Gustav von Blomberg
Freiherr Gustav Karl Gotthardt Richard von Blomberg (* 26. November 1854 in Liebthal, Kreis Crossen; † 31. März 1919 ebenda) war ein preußischer Verwaltungsjurist und Landrat.
Seine Eltern waren der neumärkische Ritterschaftsdirektor Freiherr Richard Dietrich Hubert von Blomberg (* 6. Januar 1826; † 30. Oktober 1893) und dessen erste Ehefrau Mathilde von Beerfelde (* 17. November 1831; † 23. November 1855).
Freiherr von Blomberg war Besitzer des Rittergutes Liebthal und arbeitete ab 1884 als Regierungsassessor in Marienwerder. Seit 1889 amtierte er als Landrat im Kreis Crossen der Provinz Brandenburg, bis er 1901 wegen psychischer Krankheit als Landrat a. D. in den Ruhestand versetzt wurde.
Blomberg heiratete am 15. Mai 1885 Dorothea von Eltester (* 4. Mai 1865). Das Paar hatte zwei Töchter:
- Elisabeth (* 20. Dezember 1887; † 19. April 1942)
- Anna (* 29. Oktober 1896) ⚭ 1921 Rudolf von Beerfelde